# Saloptia
Saloptia is een monotypisch geslacht van straalvinnige vissen uit de familie van zaag- of zeebaarzen (Serranidae).

## Soort
- Saloptia powelli Smith, 1964